# Avoyer
Un avoyer (appelé en allemand Schultheiß) est un fonctionnaire du Moyen Âge représentant un seigneur et chargé, en son nom, d'appliquer la  haute ou la basse justice.

## En Suisse
Dans la confédération des XIII cantons, la charge d'avoyer est attestée dans les villes de Lucerne (où il remplace l'Amman en 1304), Berne, Fribourg et Soleure. Dans ces quatre villes, le rôle de l'avoyer se transforme progressivement au cours du temps : il devient tout d'abord président de l'exécutif, puis du tribunal de ville, avant de devenir, dès le XVe siècle, l'équivalent du bourgmestre des villes allemandes ou du nord-est de la Suisse. Il est alors élu par le parlement en même temps que les autres magistrats ; dans plusieurs villes, deux avoyers sont élus (dont un de réserve) tous les deux ans sans limite de mandat.
La charge et le titre d'avoyer disparaissent progressivement des différents cantons pendant la période de la Confédération des XXII cantons. Le titre d'avoyer a été porté jusqu'en 2007 par le président du Conseil d'État du canton de Lucerne.